# Biển Åland

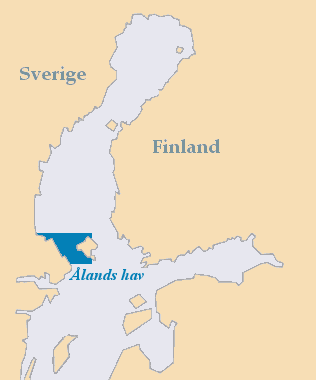
Biển Åland

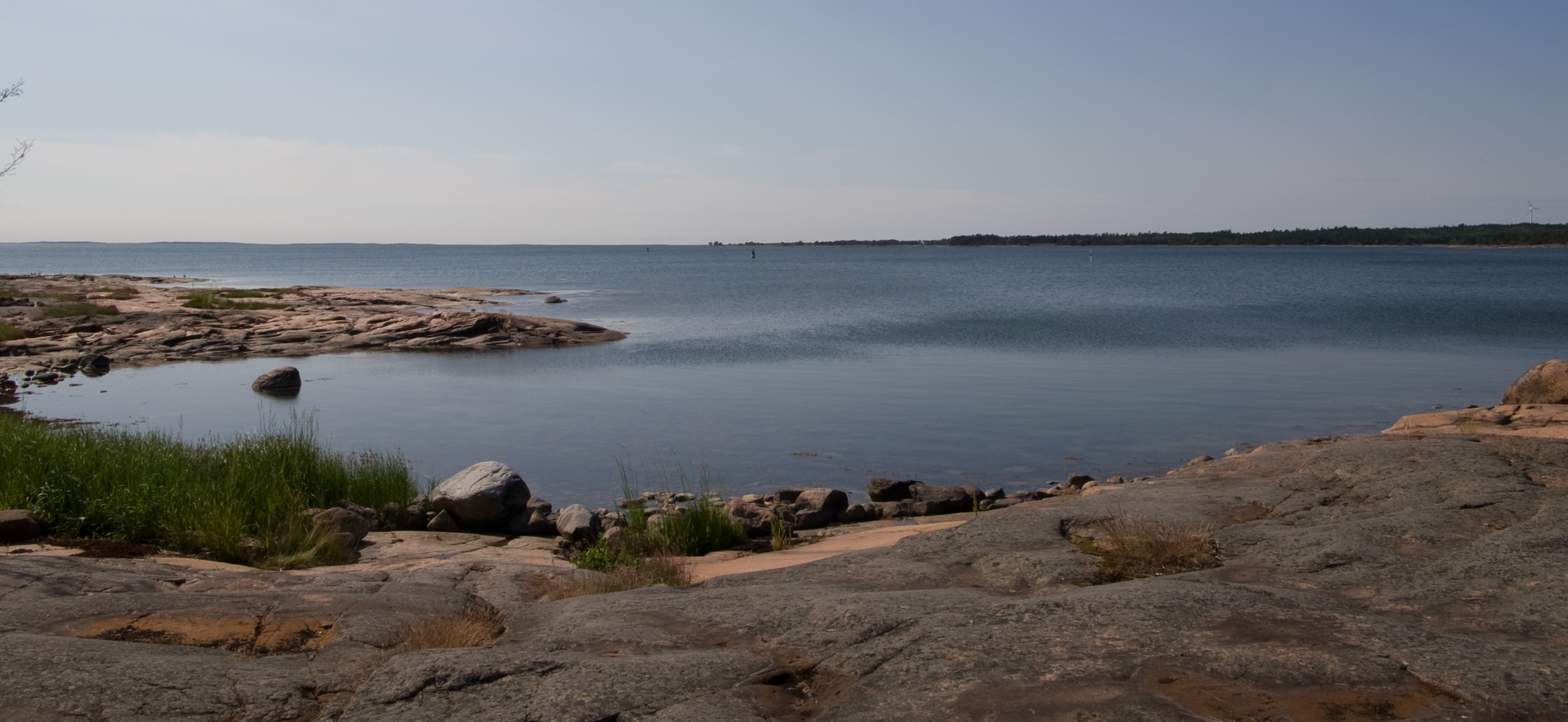
Biển Åland, góc nhìn từ đảo Eckerö

Biển Ålands (tiếng Phần Lan: Ahvenanmeri; tiếng Thụy Điển: Ålands hav) là một đường thủy ở phía Nam Vịnh Bothnia, nằm giữa Åland và Thụy Điển. Biển kết nối biển Bothnia với Baltic Proper.
Các vùng biển ở đây thường có nhiều sóng nhỏ và phần hẹp nhất có tên là Nam Kvarken. Rãnh chạy dưới đáy biển Åland chứa điểm sâu thứ hai của biển Baltic, ở độ sâu 301 mét, chỉ đứng sau Landsort Deep. Có nhiều tàu du lịch biển Baltic di chuyển giữa Phần Lan và Thụy Điển trên biển Åland.

## Quy Định Chính Trị
Thỏa Thuận Demilitarized: Khu vực Biển Åland được quy định bởi Thỏa thuận Demilitarized Åland, đảm bảo rằng khu vực này không bao gồm bất kỳ hoạt động quân sự nào.

## Quản Lý Tài Nguyên Sinh Quyển
Quản Lý Chung: Do là khu vực giữa hai quốc gia, việc quản lý tài nguyên sinh quyển ở Biển Åland thường được thực hiện thông qua các thỏa thuận và hiệp định giữa Thụy Điển và Phần Lan.